# Cittadinanza sammarinese
La cittadinanza sammarinese è disciplinata dalla Legge 30 novembre 2000 n. 114, e dalle sue successive modificazioni con Legge 17 giugno 2004 n. 84, Legge 22 marzo 2016 n. 38, Legge 2 agosto 2019 n. 121, Legge 15 luglio 2021 n. 131, secondo cui ai sensi dell'art. 1, stabilisce che sono cittadini sammarinesi per origine:
- i figli di padre e madre entrambi cittadini sammarinesi;
- i figli di cui un solo genitore è cittadino sammarinese, a condizione che entro il termine perentorio di sette anni dal raggiungimento della maggiore età dichiarino di voler mantenere la cittadinanza da questo trasmessa;
- i figli di genitore sammarinese se l'altro genitore è ignoto o apolide;
- gli adottati da cittadino sammarinese conformemente alle norme sull'adozione ed ai sensi dei punti precedenti;
- i nati nel territorio della Repubblica se entrambi i genitori sono ignoti o apolidi.

Inoltre, si ottiene la naturalizzazione e la cittadinanza:
- dopo aver dimorato effettivamente per 20 anni continuativi nel territorio della Repubblica;
- il periodo di cui sopra è ridotto a 10 anni per il coniuge di cittadino o di cittadina sammarinese.